# Station Herning
Station Herning is een station in Herning, Denemarken en ligt aan de lijnen Holstebro - Vejle en Skanderborg - Skjern. Voorheen lag het ook aan de lijn Herning - Viborg.

## Geschiedenis
Herning kreeg in 1877 een eerste station. Dit gebouw, ontworpen door N.P.C. Holsøe, was het eindpunt van de lijn vanuit Skanderborg. Aan het einde van de eeuw werden de lijnen van Herning naar Skjern en Holstebro aangelegd. Daardoor werd het oude stationsgebouw te klein. 
Een tweede station, ontworpen door Heinrich Wenck, kwam gereed in 1906. Deze moest in de jaren 70 van de twintigste eeuw plaats maken voor een derde station, ontworpen door de architecten Ole Ejnar Bonding en Jens Nielsen.